# بينبول (أنغلزي)
بينبول (بالإنجليزية: Penbol)‏ هي منطقة سكنية تقع في ويلز في أنغلزي.